# Iris von Roten
Pour les articles homonymes, voir Roten et Meyer.
Iris von Roten, née Meyer le 2 avril 1917 à Bâle et décédée le 11 septembre 1990 à Bâle, est une juriste et journaliste féministe suisse de langue allemande.

## Biographie
Elle obtient un doctorat en droit à l'université de Berne. Jeune juriste, elle se lance dans le journalisme et l'édition. En 1944, elle reprend la rédaction du périodique Schweizer Frauenblatt. Elle trouve rapidement son thème de prédilection dans l'émancipation des femmes, s'intéressant plus particulièrement à la place des femmes dans la société et dans l'économie. En 1946, Iris Meyer épouse l'avocat et homme politique valaisan Peter von Roten. Après quelques années d'activité commune dans leur étude valaisanne puis divers voyages d'étude en Grande-Bretagne et aux États-Unis, les époux von Roten s'installent à Bâle. Ils vivent en union libre, union documentée par l'historien Werner Meichtry. Iris Von Roten se consacre alors à l'œuvre de sa vie, une grande étude sur la condition des femmes, intitulée Femmes sous surveillances traduit en langue française en 2021.
Elle encourage les femmes à se libérer des schémas féminins traditionnels et réducteurs. Ces « libres propos sur la situation de la femme » font écho au livre Le Deuxième Sexe de Simone de Beauvoir. Ils dressent une analyse du particularisme helvétique. Les chapitres touchant à l'absence de droits politiques des femmes et à leurs aspirations professionnelles largement insatisfaites sont les moins contestés. 
L'opinion réagit mal lorsque Iris von Roten-Meyer remet en question l'image traditionnelle de la mère et de la ménagère, en suggérant le partage des tâches ou l'exécution de celles-ci par des entreprises spécialisées ou collectives. La critique se déchaîne quand l'auteur remet en cause la double morale bourgeoise du mariage, qui tolère les écarts de l'époux mais assigne à la femme une fidélité sans tache. Enfin, lorsque Iris von Roten dénonce l'idéalisation de la maternité comme prétexte pour écarter les femmes de la vie publique et professionnelle ou les cantonner à des rôles philanthropiques, on l'accuse de mépriser la plus noble des tâches assignée aux femmes.
Le livre a déclenché un tel scandale qu’il a aussi été proscrit par les femmes féministes et rendu responsable en 1959 du refus par le peuple suisse du droit de vote des femmes.
Dans les années 1960, abandonnée par les féministes, elle voyagea en Turquie, au Proche-Orient, au Maghreb, au Sri Lanka et au Brésil, ramenant des récits de voyage et des peintures. Depuis, elle a été largement réhabilitée, même au-delà des milieux féministes.
Elle se suicide le 11 septembre 1990.

## Œuvres
- (de) Iris von Roten, Blumenblicke, 1993 (livre posthume de peintures, réalisé par la fille de l'auteur)
- (de) Iris von Roten, Vom Bosporus zum Euphrat : Eine Reise durch die Türkei, Zurich, eFeF-Verlag, 1993 (1re éd. 1965)
- (de) Iris von Roten, Frauenstimmrechtsbrevier, Bâle, Frobenius, 1959
- (de) Iris von Roten, Frauen im Laufgitter, Zurich, eFeF-Verlag, 2014 (1re éd. 1958)

traductions
- Iris von Roten (trad. Camille Logoz), « Du sentiment d’infériorité féminine », Le Courrier,‎ 7 mars 2016, p. 12 (lire en ligne) Extrait de Frauen im Laufgitter, chap.  « Un peuple de frères sans sœurs ».
- Femmes sous surveillances, 2021, traduction Camille Logoz, éditions Andipodes ISBN, 978-2-88901-200-8